# Cubaanse boomkikker
De Cubaanse boomkikker (Osteopilus septentrionalis) is een middelgrote kikker uit de familie boomkikkers of Hylidae. De soort werd voor het eerst wetenschappelijk beschreven door Duméril & Bibron in 1841. Oorspronkelijk werd de wetenschappelijke naam Hyla lesueurii gebruikt.

## Uiterlijke kenmerken
Deze kikker wordt maximaal 14 centimeter lang, en is daarmee de grootste Noord-Amerikaanse boomkikker. Mannetjes blijven echter veel kleiner en leven ook korter dan vrouwtjes. De kleur bij deze soort is vrijwel altijd diep-koperbruin, hoewel van kleur veranderd kan worden tot groen of lichtbruin tot bijna zwart. Het lijf is typisch boomkikkerachtig; lange tenen en grote hechtschijven, een slank voorkomen, grote ogen en trommelvliezen en een spitse snuit. De huid is erg wrattig, met name bij oudere dieren en de buik wit tot lichtgeel. De pupil is horizontaal en op de rug bevindt zich vaak een dunne lijnentekening die zowel iets lichter als donkerder kan zijn.

## Voedsel en vijanden
Vanwege de grootte pakt de kikker wat grotere prooien, zoals insecten en andere geleedpotigen, maar ook andere kikkers en padden en kleine zoogdieren worden gegeten, met name door de veel grotere vrouwtjes. De huidafscheidingen zijn vrij giftig, en weerhouden vele roofvogels en slangen ervan deze soort te eten, maar er blijven nog vele vijanden over die er wel tegen kunnen, zoals rovende zoogdieren en uilen.

## Levenswijze
De Cubaanse boomkikker is een nachtdier dat overdag verstopt zit tussen de bladeren in bomen, bij voorkeur palmbomen. Deze soort leeft in de bomen, komt vrijwel nooit op de bodem en is niet erg actief en erg rustig; bij verstoring wordt volledig op de camouflage vertrouwd. Als het weer aanhoudend droog is, verstopt de kikker zich langdurig tot het beter wordt, en kiest dan meestal bromeliasoorten of grote bladeren uit waar water achterblijft om niet uit te drogen. De mens wordt niet geschuwd en de boomkikker wordt zelfs aangetrokken door lichtbronnen, omdat daar 's nachts vele insecten op af komen die als prooi dienen.